# (951) Gaspra
Pour les articles homonymes, voir Gaspra.
(951) Gaspra est un astéroïde de type S qui orbite à la limite de la bordure interne de la ceinture d'astéroïdes. Gaspra est le premier astéroïde à avoir été étroitement survolé par une sonde spatiale, cela s'est produit le 29 octobre 1991 par la sonde américaine Galileo alors qu'elle était en route vers Jupiter.

## Découverte et exploration

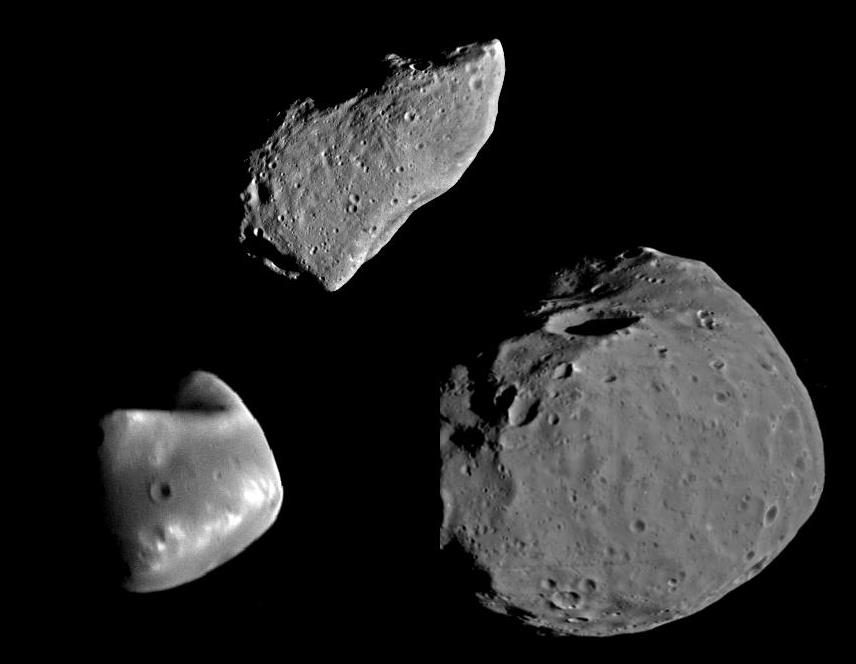
Gaspra et les lunes martiennes Phobos et Deimos, à l'échelle

Gaspra a été découvert par l'astronome russe Grigori Néouïmine le 16 juillet 1916. Néouïmine nomma sa découverte d'après Gaspra, une station balnéaire de mer Noire, proche de Yalta en Crimée, qui était à la mode parmi ses contemporains, tels Maxime Gorki et Léon Tolstoï.
Galileo a survolé Gaspra le 29 octobre 1991, passant à 1 600 kilomètres à une vitesse relative d'environ 8 kilomètres par seconde. 57 images ont été retournées à la Terre, la plus proche prise à une distance de 5 300 km. Les meilleures images ont une résolution d'environ 54 mètres par pixel. La zone autour du pôle sud n'a pas été aperçue lors du survol, mais les 80 % restants de l'astéroïde ont été photographiés.
Comme la position de Gaspra n'a été connue qu'à environ 200 km de la rencontre seulement, et compte-tenu du champ de vision de la caméra, de seulement 5° environ, Galileo ne pouvait régler sa mise au point afin de capter des images de l'astéroïde, une fois situé à moins de 70 000 km du corps céleste. Cela aurait pu amoindrir l'intérêt scientifique de la rencontre. Pour surmonter ce problème, une campagne de recherche pionnière dans la navigation optique a été mise en œuvre par l'équipe de la sonde spatiale Galileo afin de réduire l'incertitude sur la position de Gaspra, en utilisant les images prises durant l'approche de Gaspra. Ce fut un succès spectaculaire qui a permis à la sonde spatiale d'obtenir des images au plus près à 5 300 km. À cette distance minimale, le pointage n'était pas totalement maîtrisé avec suffisamment de précision, mais la caméra a pu malgré tout obtenir une mosaïque de 51 images, pour assurer la capture d'une image complète de Gaspra. Depuis, des techniques de navigation optique similaires ont été utilisées pour tous les survols d'astéroïde par engin spatial.

## Caractéristiques

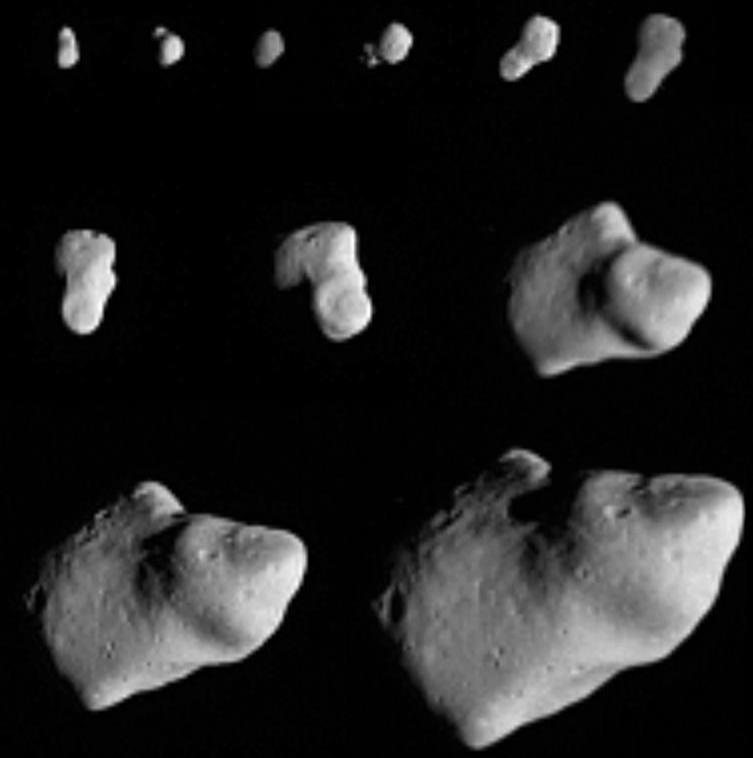
Images successives de Gaspra en rotation

En dehors d'une multitude de petits cratères, Gaspra est fait d'une demi-douzaine de grandes surfaces planes et concaves. L'une de ces zones planes caractéristiques, nommée Dunne REGIO, est une zone de 5 × 7 kilomètres ne dépassant jamais les 200 m d'altitude. On ne sait pas s'il s'agit du résultat d'impacts ou si ces surfaces sont plutôt des facettes formées lorsque Gaspra s'est détaché de son corps parent. La faible gravité de Gaspra et sa non-régularité, autorise la formation naturelle de tels cratères d'impact plats, de formes irrégulières, ce qui rend cette détermination difficile. Les différentes facettes planes et les concavités donnent à Gaspra un aspect très anguleux.
Gaspra semble être assez riche en olivine parmi les astéroïdes de type S (la surface semble contenir de l'olivine et du pyroxène dans les proportions 4:1 à 7:1). Il n'y a pas d'albédo important ou de motifs de couleur, même si une variation subtile de couleur est visible à travers la surface (voir image en haut à droite).
La surface de Gaspra n'a pas de grand cratère d'impact ostensible, d'une taille comparable à son rayon, comme ceux vus par exemple sur (253) Mathilde. Une raison probable est que la collision qui a produit la famille de Flore et l'astéroïde Gaspra était relativement récente sur une échelle de temps astronomique, de sorte que Gaspra n'a pas encore eu l'occasion de se parer des nombreux cratères communs à ce type de corps céleste. L'analyse des taux de cratérisation indique que l'âge de la surface est compris entre environ 20 et 300 millions d'années.
Des rainures d'environ 100 à 300 m de large, jusqu'à 2,5 km de long, et faisant des dizaines de mètres de profondeur sont visibles sur la surface de Gaspra, elles peuvent être liées à la formation de Gaspra comme au reste de la famille de Flore, lors d'une collision d'astéroïdes. Leur présence suggère également qu'il est un corps unique et cohérent, plutôt qu'une agglomération de résidus collisionnels. Les rainures ont probablement été créées par des impacts qui ont ébranlé la roche sous-jacente. Un système de rainures beaucoup plus important est présent sur la lune martienne Phobos. L'apparition d'affleurements sur certaines rainures peut suggérer que la surface est recouverte par du régolithe.
L'étendue de la couche de régolithe sur Gaspra et sa présence même restent encore globalement sujettes à débat et non totalement comprises. Visuellement, la couche d'aspect légèrement feutré suggère une quantité substantielle de régolithe. En outre, des corrélations apparaissent entre les variations subtiles de couleur et la topographie locale, ce qui s'expliquerait par la lente migration en profondeur du régolithe. Il est cependant difficile d'expliquer l'origine d'un hypothétique régolithe. Tout d'abord, la vitesse d'échappement de Gaspra est très faible, si faible qu'il est difficile de comprendre comment il a pu empêcher la fuite d'une partie importante des éjectas. Ce phénomène peut être malgré tout atténué si Gaspra est un corps poreux ou s'il possédait à l'origine une grande couche de régolithe, mais il resterait à expliquer la présence du régolithe d'origine. Une solution possible à cette question est que Gaspra a obtenu son régolithe lors de l'impact qui a formé la famille de Flore et qui a également créé l'astéroïde Gaspra lui-même. En second lieu, il a été estimé que la matière éjectée par tous les cratères serait suffisante pour couvrir Gaspra de 10 m de régolithe uniquement. Cependant, certains cratères sont beaucoup plus profonds que 10 m sans montrer aucune différence structurelle sur leurs parois.
Il a été déterminé que le pôle de Gaspra pointe dans la direction d'ascension droite 0h40m ± 10m, et de déclinaison 27 ± 2°. Ceci est équivalent aux coordonnées écliptiques (β, λ) = (21°, 20°), et donne une inclinaison axiale de 72°.
Le survol de la sonde spatiale Galileo était trop distant pour un corps de petite taille comme Gaspra, qui n'a ainsi pu affecter sensiblement la trajectoire de Galileo, donc aucune information sur la masse de Gaspra n'a pu être obtenue de cette façon. Galileo a également visité l'astéroïde (243) Ida, où il découvrit une lune (nommée Dactyle), ce qui permit dans cette configuration une estimation de la masse d'Ida.
La superficie de Gaspra a été estimée à environ 525 km2, ce qui, à titre de comparaison, est similaire à la taille de l'île de Djerba en Tunisie, ou un peu plus que la superficie de la principauté d'Andorre.